# Liquefazione idrotermica
La liquefazione idrotermica (in inglese: Hydrothermal liquefaction, HTL) è un processo di depolimerizzazione termica utilizzato per convertire la biomassa umida e altre macromolecole in biopetrolio a temperatura moderata e alta pressione.
Il biopetrolio ha un'elevata densità energetica con un potere calorifico inferiore di 33,8-36,9 MJ/kg e 5-20% in peso di ossigeno e sostanze chimiche rinnovabili.
La reazione solitamente coinvolge catalizzatori omogenei e/o eterogenei per migliorare la qualità dei prodotti e le rese.
Il carbonio e l'idrogeno che compongono un materiale organico, come la biomassa, la torba o i carboni di bassa qualità (lignite) vengono convertiti termochimicamente in composti idrofobici a bassa viscosità e alta solubilità.
A seconda delle condizioni di lavorazione, il carburante può essere utilizzato per motori pesanti, inclusi quelli marini e ferroviari, o trasformato in carburanti per autotrazione, come gasolio, benzina o carburanti per l'aviazione.
Il processo può essere significativo per la comprensione della formazione dei combustibili fossili.
La pirolisi anidra, riscaldamento in assenza di acqua, è stata a lungo considerata un processo naturale durante la catagenesi dei cherogeni in combustibili fossili.
Successivamente è stato scoperto che l'acqua sotto pressione provoca una scomposizione più efficiente dei cherogeni a temperature più basse che senza di essa. Il rapporto isotopico del carbonio del gas naturale suggerisce anche che l'idrogeno dell'acqua sia stato aggiunto durante la formazione del gas.

## Storia
Già negli anni venti del XX secolo, fu proposto il concetto di utilizzare acqua calda e catalizzatori alcalini per produrre petrolio dalla biomassa.
Nel 1939, il brevetto statunitense n. 2 177 557, descriveva un processo a due fasi in cui una miscela di acqua, cippato e idrossido di calcio viene riscaldata nella prima fase a temperature comprese tra 220 e 360 °C, con la pressione «superiore a quella del vapore saturo alla temperatura utilizzata». Questo processo produce «oli e alcoli» che vengono raccolti. I materiali vengono poi sottoposti in una seconda fase a quella che viene chiamata distillazione secca, che produce «oli e chetoni». Le temperature e le pressioni per questo secondo stadio non sono comunicate.
Questi processi sono stati la base delle successive tecnologie HTL che hanno attirato l'interesse della ricerca a seguito della crisi petrolifera del 1973 e del 1979. Fu in quel periodo che venne sviluppato un processo di liquefazione idrotermale ad alta pressione presso il Pittsburgh Energy Research Center e successivamente dimostrato (sulla scala di 100 kg/h) presso l'Albany Biomass Liquefaction Experimental Facility ad Albany (Oregon).
Nel 1982, la Shell ha sviluppato nei Paesi Bassi il processo HTU® (hydrothermal upgrading).
Le altre organizzazioni che hanno precedentemente sperimentato l'HTL della biomassa comprendono Hochschule für Angewandte Wissenschaften Hamburg (Germania), SCF Technologies di Copenaghen, Water Engineering Research Laboratory di Cincinnati, e Changing World Technology (CWT) di Filadelfia.
In tempi più recenti, la commercializzazione del processo HTL viene perseguita da aziende tecnologiche come Licella™ (Australia), Arbios Biotech, una joint venture Licella/Canfor, Altaca Energy (Turchia), Circlia Nordic (Danimarca), Steeper Energy (Danimarca, Canada).
Nel marzo 2021 la società Mira Technology annunciava la costruzione a Teesside, nell'Inghilterra settentrionale, di un impianto con brevetto HydroPRS™ (Hydrothermal Plastic Recycling Solution) per la produzione di idrocarburi da plastica riciclata. Si prevede che quando sarà a regime l'impianto di Teesside potrà trasformare 80 000 tonnellate di plastica all'anno.

## Processi
La maggior parte dei processi di liquefazione idrotermale opera a temperature comprese tra 250 e 550 °C e pressioni da 5 a 25 MPa (mega Pascal), nonché catalizzatori per 20-60 minuti, sebbene sia possibile utilizzare temperature più alte o più basse per ottimizzare, rispettivamente, gas o rendimenti liquidi. A queste temperature e pressioni, l'acqua presente nella biomassa diventa subcritica o supercritica, a seconda delle condizioni, e agisce come solvente, reagente e catalizzatore per facilitare la reazione della biomassa al biopetrolio.
L'esatta conversione della biomassa in biopetrolio dipende da diverse variabili:
- Materie prime
- Temperatura e velocità di riscaldamento
- Pressione
- Solvente
- Tempo di residenza
- Catalizzatori

### Materie prime
Teoricamente, qualsiasi biomassa può essere convertita in biopetrolio utilizzando la liquefazione idrotermale, indipendentemente dal contenuto di acqua. Sono state testate diverse biomasse: residui forestali e agricoli, fanghi di depurazione, rifiuti di processi alimentari, altre biomasse non alimentari come le alghe.
La composizione di cellulosa, emicellulosa, proteine e lignina nella materia prima influenza la resa e la qualità del biopetrolio derivante dal processo.
Una ricerca promossa nel 1999 dall'Università dell'Illinois, segnalava un processo termochimico che converte in petrolio le deiezioni suine riscaldandole con l'acqua in presenza di monossido di carbonio in un recipiente chiuso.
Per quel processo è necessaria una temperatura di almeno 275 °C per convertire le deiezioni in olio mentre temperature superiori 335 °C riducono la quantità di petrolio prodotto.
Il processo sperimentato dai ricercatori dell'Università dell'Illinois produce pressioni da 7 a 18 Mpa (da 69 a 178 atm), con temperature più elevate che producono pressioni più elevate, e un tempo di ritenzione di 120 minuti per la ricerca pubblicata, ma riportare a temperature più elevate un tempo inferiore a 30 minuti comporta una produzione significativa di petrolio.
La società Changing World Technologies (CWT) e la sua controllata Renewable Environmental Solutions (RES) utilizzano la pirolisi idrata per convertire le frattaglie di tacchino.
Il processo si compone di due fasi: la prima converte le frattaglie di tacchino in idrocarburi a una temperatura compresa tra 200 e 300 °C, la seconda li trasforma in idrocarburi leggeri a una temperatura di circa 500 °C.

### Temperatura e velocità di riscaldamento
La temperatura riveste un ruolo importante nella conversione della biomassa in biopetrolio. La temperatura della reazione determina la depolimerizzazione della biomassa a biopetrolio, così come la ripolimerizzazione a char. Sebbene la temperatura ideale di reazione dipenda dalla materia prima utilizzata, temperature superiori a quelle ideali portano a un aumento della formazione di char e infine a una maggiore formazione di gas, mentre temperature inferiori a quelle ideali riducono la depolimerizzazione e le rese complessive del prodotto.
Analogamente alla temperatura, la velocità di riscaldamento riveste un ruolo critico nella produzione dei diversi flussi di fase, a causa della prevalenza di reazioni secondarie a velocità di riscaldamento non ottimali. Le reazioni secondarie diventano dominanti a velocità di riscaldamento troppo basse, portando alla formazione di char. Sebbene siano necessarie velocità di riscaldamento elevate per formare biopetrolio liquido, esistono una velocità di riscaldamento e una temperatura di soglia in cui la produzione di liquido è inibita e la produzione di gas è favorita nelle reazioni secondarie.

### Pressione
La pressione, con la temperatura, determina lo stato supercritico o subcritico dei solventi, nonché la cinetica di reazione complessiva e le immissioni di energia richiesti per produrre i prodotti HTL desiderabili (petrolio, gas, prodotti chimici, carbone, ecc.).

### Tempo di residenza
La liquefazione idrotermale è un processo rapido, che comporta tempi di permanenza ridotti affinché si verifichi la depolimerizzazione. I tempi di permanenza tipici sono misurati in minuti (da 15 a 60 minuti); tuttavia, il tempo di permanenza dipende in larga misura dalle condizioni di reazione, inclusa la materia prima, il rapporto del solvente e la temperatura. Pertanto, l'ottimizzazione del tempo di residenza è necessaria per garantire una completa depolimerizzazione senza consentire il verificarsi di ulteriori reazioni.

### Catalizzatori
Mentre nella reazione l'acqua funge da catalizzatore, altri catalizzatori possono essere aggiunti al recipiente di reazione per ottimizzare la conversione.
I catalizzatori utilizzati in precedenza includevano composti e sali inorganici solubili in acqua, inclusi idrossido di potassio (KOH) e carbonato di sodio (Na2CO3), nonché catalizzatori di metalli di transizione che utilizzano nichel, palladio, platino e rutenio supportati su carbonio, silice o allumina. L'aggiunta di questi catalizzatori può portare ad un aumento della resa in biopetrolio del 20% o superiore.

## Reazioni chimiche
Nei processi di liquefazione idrotermale, le lunghe catene di molecole di carbonio nella biomassa vengono rotte termicamente e l'ossigeno viene rimosso sotto forma di H2O (disidratazione) e CO2 (decarbossilazione). Queste reazioni determinano la produzione di biopetrolio ad alto rapporto idrogeno/carbonio. Descrizioni semplificate delle reazioni di disidratazione e decarbossilazione possono essere trovate in letteratura.

## Impatto ambientale
I biocarburanti prodotti con il processo di liquefazione idrotermale sono a impatto zero.
I materiali vegetali utilizzati per produrre biopetrolio utilizzano la fotosintesi per crescere e assorbono anidride carbonica dall'atmosfera.
La combustione dei biocarburanti prodotti rilascia anidride carbonica nell'atmosfera ma è quasi completamente compensata dall'anidride carbonica assorbita dalle piante coltivate, con un rilascio di soli 15-18 g di CO2 per kWh di energia prodotta, che è sostanzialmente inferiore al tasso di rilascio dei combustibili fossili, che può variare da 446 g/kWh per il gas naturale, a 813 g/kWh per il petrolio, a 955 g/kWh per il carbone.
Nel 2015, la Steeper Energy ha annunciato che il fattore di emissione (di anidride carbonica) del biopetrolio Hydrofaction® è di 15 CO2e/MJ secondo il modello GHGenius, versione 4.03a, mentre il gasolio è di 93,55 CO2e/MJ.
La liquefazione idrotermale è un processo pulito che non produce composti nocivi, come ammoniaca, NOx (ossidi di azoto) o SOx (ossidi di zolfo). Invece gli eteroatomi, inclusi azoto, zolfo e cloro, vengono convertiti in sottoprodotti innocui come N2 e acidi inorganici che possono essere neutralizzati con basi.